# Alois Macák
Alois Macák (14. února 1857 Hlušice – 18. června 1921 Hradec Králové) byl český a bulharský hudební skladatel, vojenský dvorní kapelník a učitel hudby.

## Život
Alois Macák se narodil v Hlušicích v rodině poklasného Jana Macáka a jeho ženě Františce rodem Kubištové ze Starého Bydžova. Později vystudoval hudební teorii na Pražské konzervatoři a začal se věnovat hře na trumpetu a kontrabas. Svou hudební kariéru zahájil u vojenské hudby 28. pěšího pluku v Praze. Během pražského působení vydal několik tanců, pochodů a hudbu k prostným cvičením.
Na pozvání bulharské vlády se v roce 1892 přesunul do Bulharska, kde následně působil 26 let. Nejprve byl kapelníkem 4. pěšího pluku v Plevně. Přelomovým se pro něj stal rok 1904, kdy získal bulharské občanství a zároveň se přestěhoval do hlavního města Sofie, kde se stal dirigentem dechového orchestru carské gardy, s nímž pořádal první bulharské symfonické koncerty. V roce 1905 byla v Sofii otevřena hudební škola, na níž se stal na krátkou dobu vyučujícím, jedním ze čtyř Čechů v devítičlenném učitelském sboru. Během první světové války (1914–18) působil jako dirigent dechového orchestru vojenské školy. Je autorem prvního zvukového záznamu v Bulharsku se skladbou Bulharský tanec z roku 1897. V Bulharsku napsal a zčásti také vydal oblíbené pochody (4. pěšího pluku Mara – 1905, Lozengradski geroj – 1913), tónomalebný obraz Odrin (1913). Věnoval se bulharské lidové hudbě, kterou sbíral a zapisoval si a některé lidové písně upravil. Lidová hudba jej velmi inspirovala i při psaní dalších dechových skladeb a skladeb pro sólový i sborový zpěv. Psal také dětské písně, hudbu pro divadelní představení a další. V roce 1905 napsal pod jménem Mačak článek o bulharské hudbě v časopise Russkaja muzykalnaja gazeta.

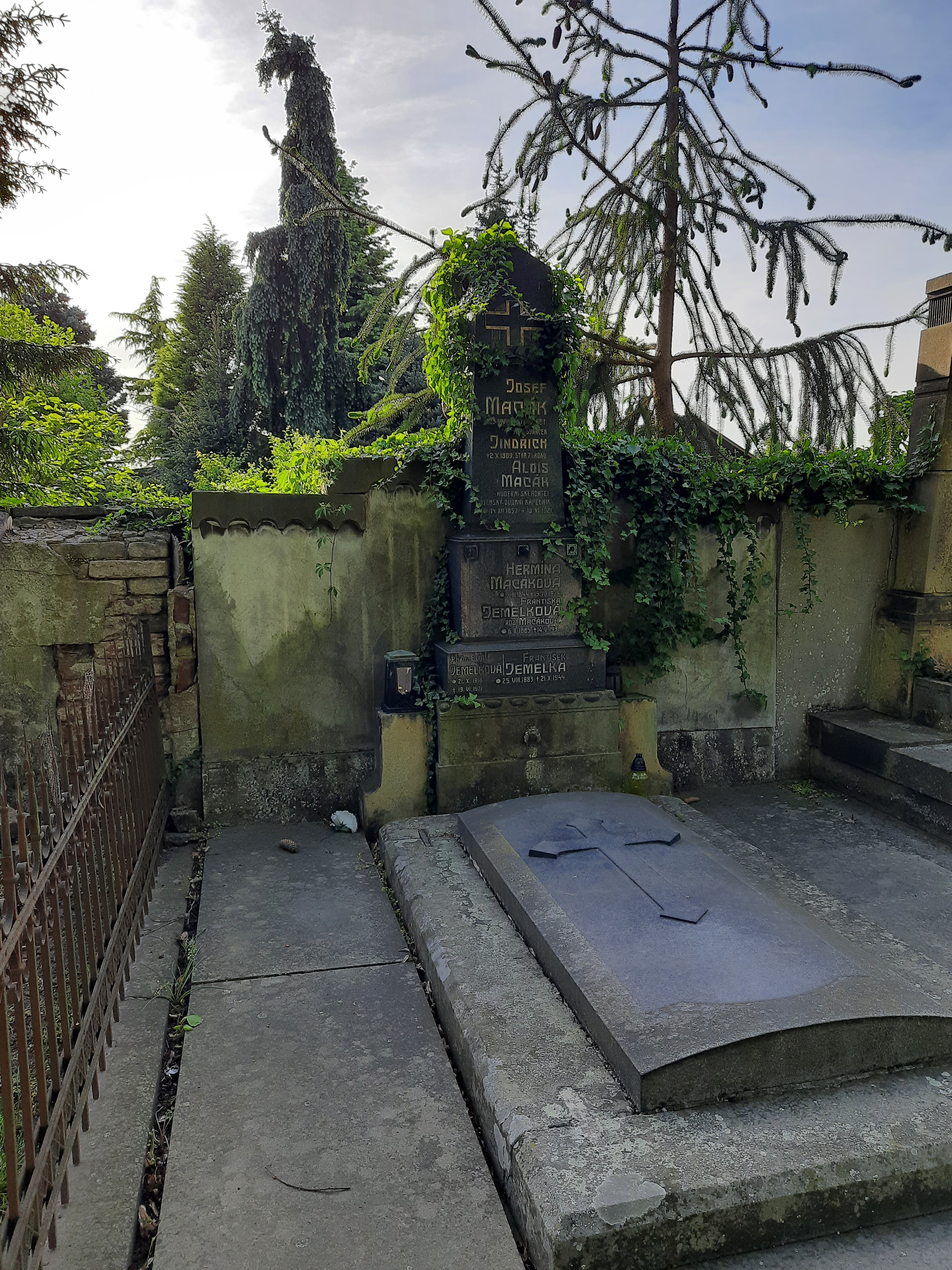
Hrobka na hřbitově v Pouchově, kde je pohřben Alois Macák

Po odchodu do důchodu se vrátil do Čech a žil v Hradci Králové. Byl pohřben na hřbitově v Pouchově.